# Дагестанская Автономная Советская Социалистическая Республика
Дагеста́нская Автоно́мная Сове́тская Социалисти́ческая Респу́блика (Дагестанская АССР, Дагестан, ДАССР, до 5 декабря 1936 года Автономная Дагестанская Социалистическая Советская Республика) — автономная республика в составе Российской Советской Федеративной Социалистической Республики, существовавшая в 1921—1991 годах.
Столица — город Махачкала.

## История
Автономия Дагестана, в составе 10 округов, была провозглашена на Чрезвычайном Вседагестанском съезде Советов (13 ноября 1920 года), прошедшего под председательством Джелала Коркмасова.. Как отмечает доктор исторических наук И. Х. Сулаев, решающую роль в провозглашении автономии Дагестана сыграл приехавший И. В. Сталин, притом, что незадолго до съезда совещание актива Дагестанского областного бюро РКП(б) (9 ноября 1920 года) и Темир-Хан-Шуринский окружком РКП(б) (10 ноября 1920 года) приняли решения о том, что объявление автономии является несвоевременным, а на съезде не были представлены несколько округов и десятки дагестанских обществ. Юридическое оформление Дагестанской Автономной Социалистической Советской Республики состоялось 20 января 1921 года решением Всероссийского Центрального Исполнительного Комитета. Первый Вседагестанский учредительный съезд Советов, проходивший под председательством Джелала Коркмасова с 1—7 декабря 1921 года, принял Конституцию Дагестанской ССР.
16 февраля 1922 года республика, первая из Республик РСФСР, награждена орденом Трудового Красного Знамени РСФСР за героическую сплочённую работу населения при прокладке в 28 дней оросительного канала имени Октябрьской революции протяжённостью 50 километров.
К 16 ноября 1922 года территория Республики Дагестан, в связи с вхождением в её состав; Кизлярского округа, Ногайского, Караногайского и Аучикулакского участков увеличилась более чем вдвое. Территория ДАССР составляла 57 320 км².
С 6 сентября 1931 года Дагестанская АССР входила в состав Северо-Кавказского края.
С принятием новой сталинской конституции 5 декабря 1936 года республика была выведена из состава Северо-Кавказского края, а также был изменён порядок слов в названии: Дагестанская Автономная Советская Социалистическая Республика. Позднее, 12 июня 1937 года, Чрезвычайным 11-м Вседагестанским съездом Советов была принята Конституция Дагестанской АССР.
22 февраля 1938 года в состав Орджоникидзевского края были переданы пять северных районов республики (Ачикулакский, Караногайский, Каясулинский, Кизлярский, Шелковской). Из них был образован Кизлярский автономный округ с центром в городе Кизляре.
7 марта 1944 года в результате ликвидации Чечено-Ингушской АССР к Дагестанской АССР отошли несколько её горных районов.
9 января 1957 года в состав восстановленной Чечено-Ингушской АССР были возвращены её территории; в состав Дагестанской АССР из упразднённой Грозненской области вошла большая часть территории бывшего Кизлярского округа, в результате чего территория Дагестана приняла современные границы.
В 1965 году республика награждена орденом Ленина; в 1970 году — орденом Октябрьской Революции.
13 мая 1991 года Съезд народных депутатов Дагестанской АССР принимает постановление о государственном статусе автономии, согласно которому Дагестанская АССР преобразована в Дагестанскую Советскую Социалистическую Республику — Республику Дагестан в составе РСФСР, Съезд народных депутатов РСФСР спустя 11 дней отразил новое наименование лишь частично.
17 декабря Верховный Совет Дагестана принял декларацию о неделимости и целостности республики, в которой она именуется Республикой Дагестан.
21 апреля 1992 года Съезд народных депутатов России внёс двойное наименование «Дагестанская Советская Социалистическая Республика — Республика Дагестан» в конституцию России; изменение вступило в силу 16 мая 1992 года.
30 июля 1992 года Верховный Совет Дагестана внёс поправки в конституцию республики, которыми провозгласил равнозначность наименований «Дагестанская Советская Социалистическая Республика» и «Республика Дагестан», при этом в преамбуле и основном корпусе конституции предпочтение было отдано второму названию, а двойное обозначение республики сохранялось лишь в наименовании конституции.
25 декабря 1993 года вступила в силу новая Конституция Российской Федерации, в которой республика именуется исключительно Республикой Дагестан.

## Административное деление

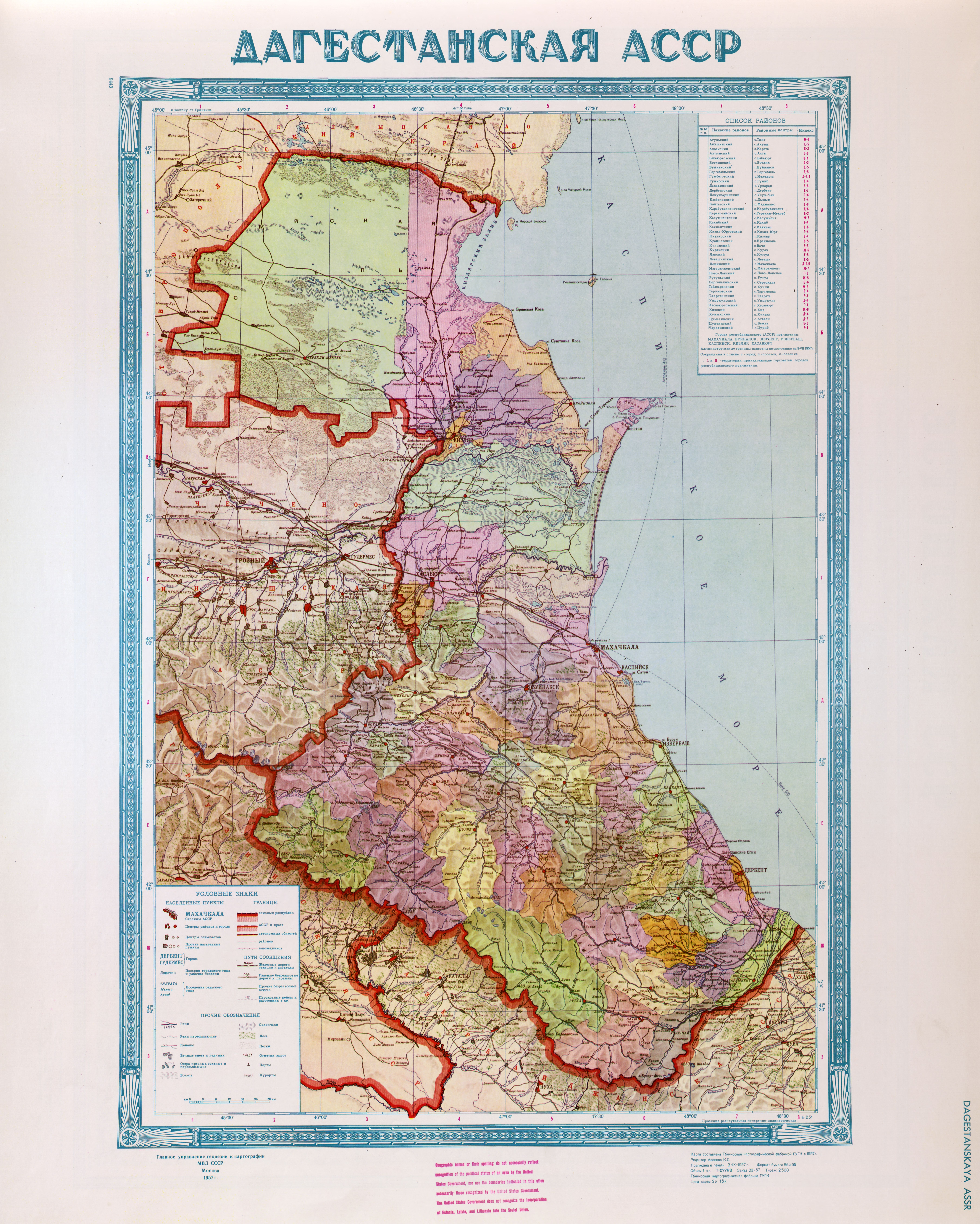
Карта Дагестанской АССР 1957.

Первоначально республика делилась на 10 округов:
1. Аварский — центр с. Хунзах
2. Андийский — с. Ботлих
3. Гунибский — укрепление Гуниб
4. Даргинский — с. Леваши
5. Кази-Кумухский — с. Кази-Кумух
6. Кайтаго-Табасаранский — с. Маджалис
7. Кюринский — с. Кас-Кент (Касумкент)
8. Самурский — с. Ахты
9. Темир-Хан-Шуринский — г. Темир-Хан-Шура
10. Хасав-Юртовский — слоб. Хасав-Юрт

16 ноября 1922 года в состав Дагестанской АССР из Терской губернии переданы Кизлярский округ и Ачикулакский район.
13 февраля 1924 года в состав республики из упразднённой Терской губернии передана территория ликвидированного Кизлярского уезда.
22 ноября 1928 года вместо округов и районов в республике образованы 26 кантонов и 2 подкантона.
3 июня 1929 года кантоны переименованы в районы, подкантоны — в подрайоны.
22 февраля 1938 года в состав вновь образованного Кизлярского округа Орджоникидзевского края переданы Ачикулакский, Караногайский, Каясулинский, Кизлярский и Шелковской районы.
7 марта 1944 года из состава упразднённой Чечено-Ингушской АССР в состав Дагестанской АССР переданы Веденский, Курчалоевский, Ножай-Юртовский, Саясановский, Чеберлоевский, Шароевский районы.

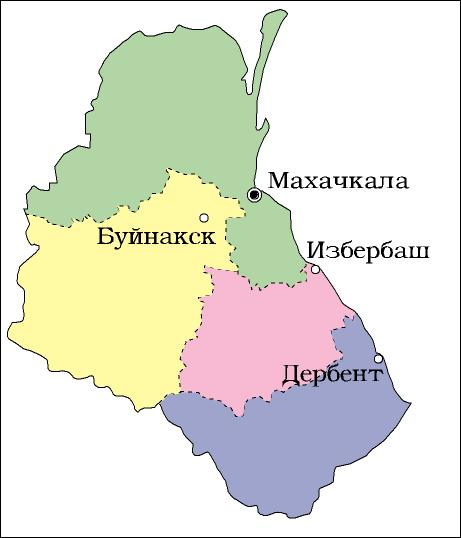
Округа Дагестанской АССР в 1953 году

25 июня 1952 года в дополнение к районному делению в составе Дагестанской АССР были образованы 4 округа: Буйнакский, Дербентский, Избербашский, Махачкалинский.
24 апреля 1953 года округа были упразднены, все районы отошли в прямое подчинение администрации республики.
15 октября 1955 года был восстановлен Цунтинский район.
27 июня 1956 года был упразднён Цудахарский район. 26 декабря 1956 года Ленинский район Махачкалы был преобразован в Ленинский (сельский) район.
9 января 1957 года в состав восстановленной Чечено-Ингушской АССР были переданы Андалалский, Веденский, Ритлябский, Шурагатский районы; из состава упразднённой Грозненской области в Дагестанскую АССР переданы город Кизляр, Караногайский, Кизлярский, Крайновский, Тарумовский районы.
6 августа 1960 года был упразднён Унцукульский район, а 14 сентября 1960 года были упразднены Докузпаринский, Карабудахкентский и Крайновский районы.
Таким образом в 1990 году в состав Дагестанской АССР входило 10 городов республиканского подчинения:
1. Махачкала
2. Буйнакск
3. Дагестанские Огни
4. Дербент
5. Избербаш
6. Каспийск
7. Кизилюрт
8. Кизляр
9. Хасавюрт
10. Южно-Сухокумск

и 39 районов:
1. Агульский — центр с. Тпиг
2. Акушинский — с. Акуша
3. Ахвахский — с. Карата
4. Ахтынский — с. Ахты
5. Бабаюртовский — с. Бабаюрт
6. Ботлихский — с. Ботлих
7. Буйнакский — г. Буйнакск
8. Гергебильский — с. Гергебиль
9. Гумбетовский — с. Мехельта
10. Гунибский — с. Гуниб
11. Дахадаевский — с. Уркарах
12. Дербентский — г. Дербент
13. Казбековский — с. Дылым
14. Кайтагский — с. Маджалис
15. Каякентский — с. Новокаякент
16. Кизилюртовский — г. Кизилюрт
17. Кизлярский — г. Кизляр
18. Кулинский — с. Вачи
19. Курахский — с. Курах
20. Лакский — с. Кумух
21. Левашинский — с. Леваши
22. Ленинский — с. Карабудахкент
23. Магарамкентский — с. Магарамкент
24. Новолакский — с. Новолакское
25. Ногайский — с. Терекли-Мектеб
26. Рутульский — с. Рутул
27. Сергокалинский — с. Сергокала
28. Советский — с. Советское
29. Сулейман-Стальский — с. Касумкент
30. Табасаранский — с. Хучни
31. Тарумовский — с. Тарумовка
32. Тляратинский — с. Тлярата
33. Унцукульский — с. Унцукуль
34. Хасавюртовский — г. Хасавюрт
35. Хивский — с. Хив
36. Хунзахский — с. Хунзах
37. Цумадинский — с. Агвали
38. Цунтинский — с. Бежта
39. Чародинский — с. Цуриб

## Население

Этническая карта на начало XX в

Динамика численности населения республики:
| Год  | Население, чел. | Источник           |
| ---- | --------------- | ------------------ |
| 1926 | 788 098         | Перепись 1926 года |
| 1939 | 930 416         | Перепись 1939 года |
| 1959 | 1 062 472       | Перепись 1959 года |
| 1970 | 1 428 540       | Перепись 1970 года |
| 1979 | 1 627 884       | Перепись 1979 года |
| 1989 | 1 802 579       | Перепись 1989 года |

### Национальный состав
| год  | Аварцы | Даргинцы | Кумыки | Лезгины | Русские | Лакцы | Азербайджанцы | Табасаранцы | Чеченцы | Ногайцы | Таты и горские евреи | Рутульцы |
| ---- | ------ | -------- | ------ | ------- | ------- | ----- | ------------- | ----------- | ------- | ------- | -------------------- | -------- |
| 1926 | 17,7 % | 13,9 %   | 11,2 % | 11,5 %  | 12,5 %  | 5,1 % | 3,0 %         | 4,0 %       | 2,8 %   | 3,3 %   | 1,5 %                | 1,3 %    |
| 1939 | 24,8 % | 16,2 %   | 10,8 % | 10,4 %  | 14,3 %  | 5,6 % | 3,4 %         | 3,6 %       | 2,8 %   | 0,5 %   | ?                    |          |
| 1959 | 22,5 % | 13,9 %   | 11,4 % | 10,2 %  | 20,1 %  | 5,0 % | 3,6 %         | 3,2 %       | 1,2 %   | 1,4 %   | 1,6 %                | 0,6 %    |
| 1970 | 24,4 % | 14,5 %   | 11,8 % | 11,4 %  | 14,7 %  | 5,0 % | 3,8 %         | 3,7 %       | 2,8 %   | 1,5 %   | 1,3 %                | 0,8 %    |
| 1979 | 25,7 % | 15,2 %   | 12,4 % | 11,6 %  | 11,6 %  | 5,1 % | 4,0 %         | 4,4 %       | 3,0 %   | 1,5 %   | 1,6 %                | 0,9 %    |
| 1989 | 27,5 % | 15,6 %   | 12,9 % | 11,3 %  | 9,2 %   | 5,1 % | 4,3 %         | 4,3 %       | 3,2 %   | 1,6 %   | 0,9 %                | 0,8 %    |

## Экономическое развитие

### Сельское хозяйство
На первых этапах социалистического преобразования сельского хозяйства, основная роль отводилась земельно-водной реформе с 1927 по 1932 годы. Реформа предполагала переселение десятков тысяч семей из высокогорных районов на равнину. Также предполагалось организовать овцеводческие хозяйства в совхозы, создание оросительных систем.

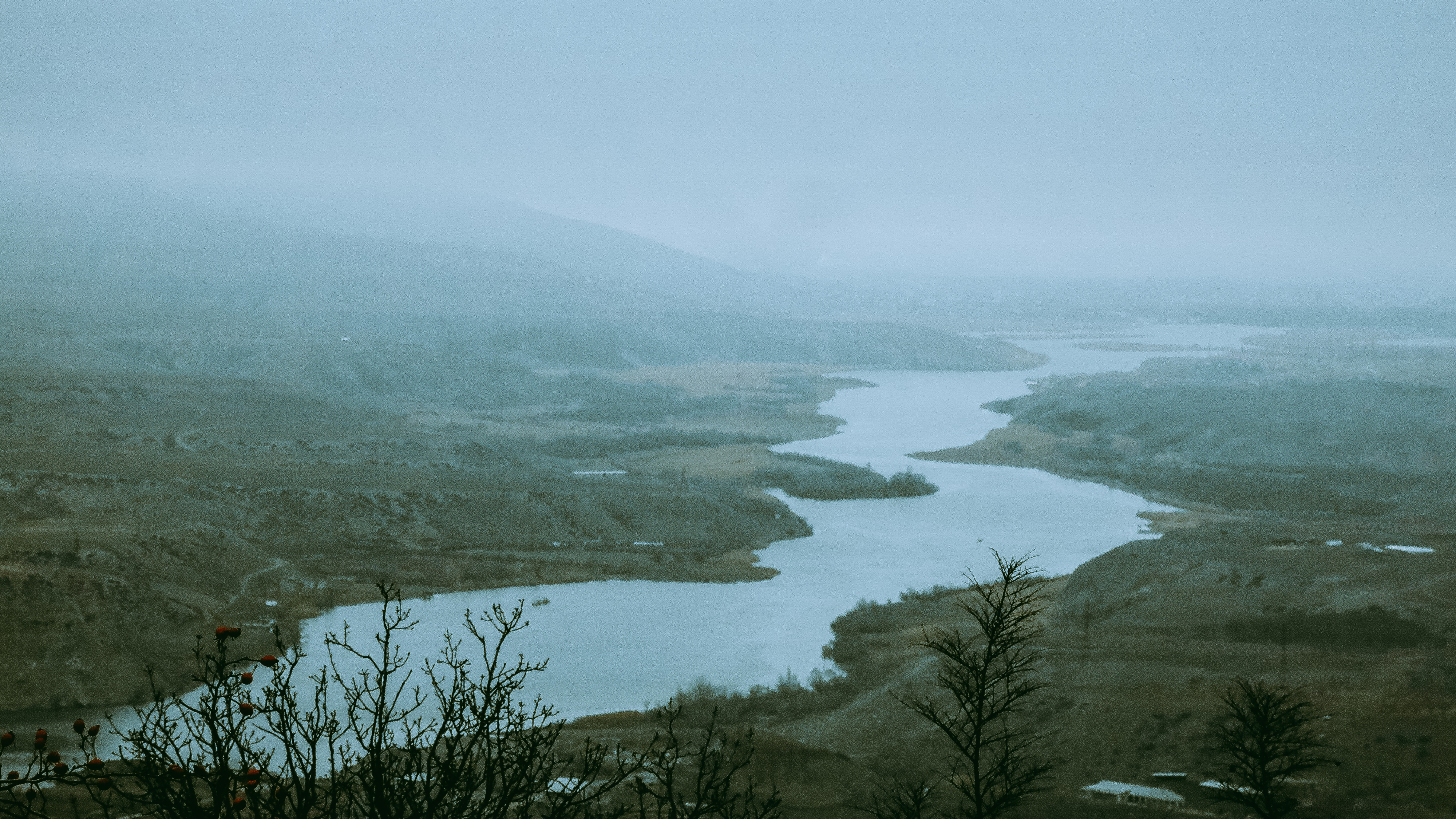
Долина реки Сулак

Летом 1928 года партийные и советские органы ДАССР приступили к расширению колхозного строительства. В это время организовались 14 из 28 районов. В 1929 году процесс образования колхозов ускорился. Если в начале года в республике было зарегистрировано 244 колхоза, то к 1 октября их было уже 363. В марте 1930 года в Дагестане насчитывалось 534 колхоза, в которых было объединено 31 тысяча крестьянских хозяйств.
Характерной чертой этого времени было вступление в колхозы целых аулов. В марте 1930 года было коллективизировано 17 % всех крестьянских хозяйств республики, в том числе и в горных районах. Были районы, где уровень коллективизации поднялся до 30 % и выше.
В годы первой пятилетки совхозы создавались как крупные государственные механизированные и специализированные хозяйства, призванные быть примером для крестьянских хозяйств. В Дагестане преимущественное развитие получили виноградно-винодельческие, овцеводческие и скотоводческие совхозы. В 1929—1932 годах возникли 22 новых совхоза, расположенных в равнинной зоне.
В 1932 году в республике было 38 совхозов, располагавших производственной базой — более миллиона гектаров земельных угодий, более 10 тысяч крупного рогатого скота, около 300 тысяч овец и коз. В них была сосредоточена половина всех тракторов (более 400), большая часть автомобилей и другой техники.
В конце 1932 года в республике насчитывалось 840 колхозов, 7 коммун и 41 простейшее объединение, куда входило более 42 тысяч крестьянских хозяйств (22,6 %). Они обрабатывали 40 % посевных площадей.

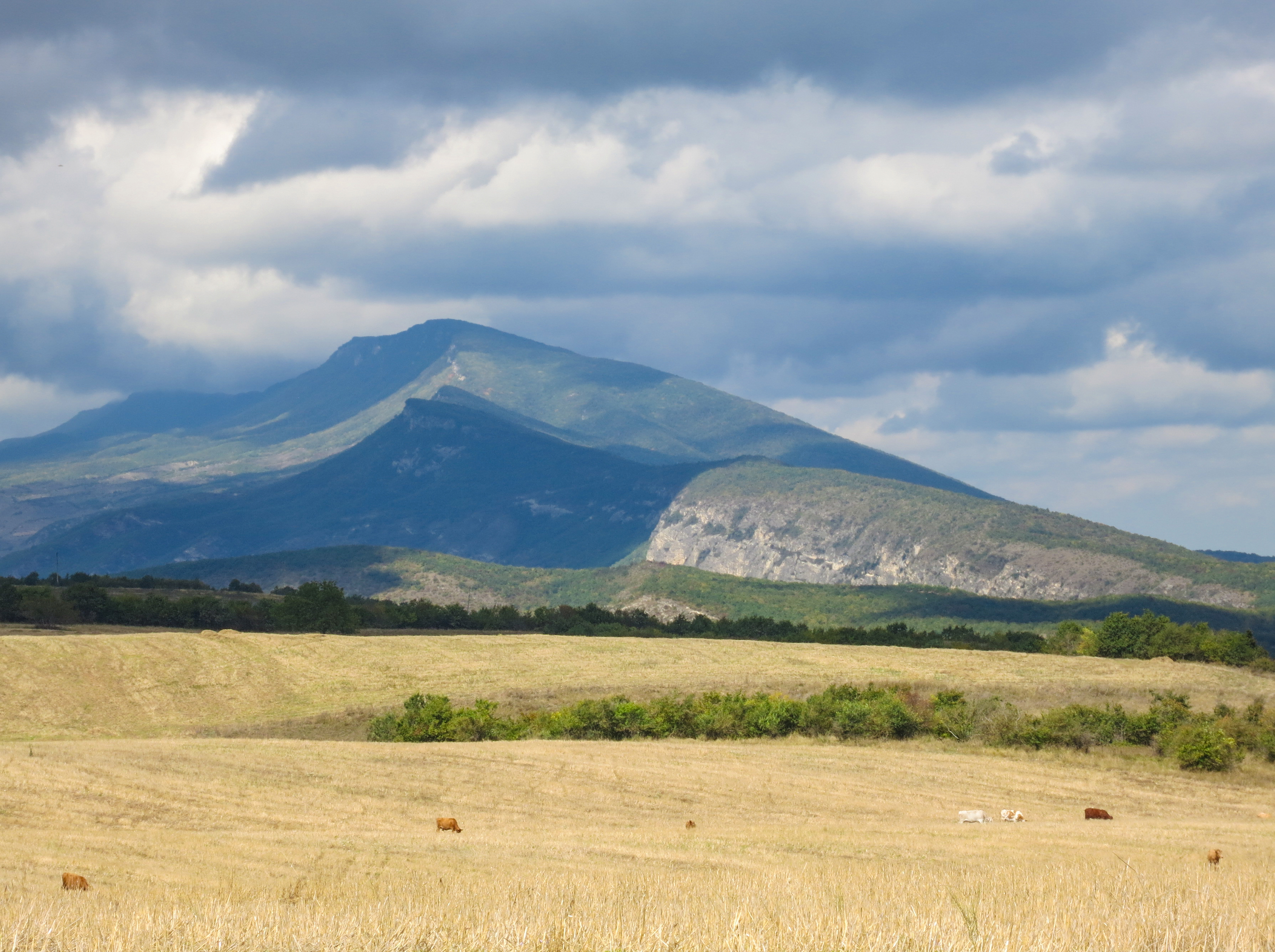
Поля Южного Дагестана

В середине 50-х годов прошлого века началось осуществление мер по улучшению жизни крестьян, повысились закупочные цены на сельхозпродукты, сдаваемые государству, возросла оплата труда колхозников, увеличились капиталовложения. Большую прибыль Дагестану стало приносить разведение садов и виноградников. Площади под эти культуры закладывались большими массивами в Дербентском и Кизлярском районах.
Положение в сельском хозяйстве улучшилось в конце 60- середине 70-х годов. Колхозники Каякентского, Хасавюртовского, Новолакского и других районов успешно сдавали зерно государству, удалось посадить десятки тысяч гектаров новых садов и виноградников в Дербентском и Кизлярском районе, колхозы Ботлихского, Ахтынского районов выполнили свои планы по сдаче мяса, молока и шерсти.
В 1970-е годы виноградарство и виноделие в Дагестане развивались в соответствии с отраслевой программой, реализация которой позволила довести площадь виноградников до 72 тыс. га. Урожай винограда в 1984 году составил 380 тыс.тонн, или 35 % всего винограда, произведённого в РСФСР, при урожайности 74,6 центнеров с гектара, что сделало Дагестан основным производителем винограда.
В 1980-е годы во многих хозяйствах республики широко внедрялась прогрессивная система организации и оплаты труда, позволяющая шире использовать факторы повышения материальной заинтересованности рабочих и специалистов в конечных результатах труда, осуществить большую программу социально-культурного строительства на селе.

## Промышленность

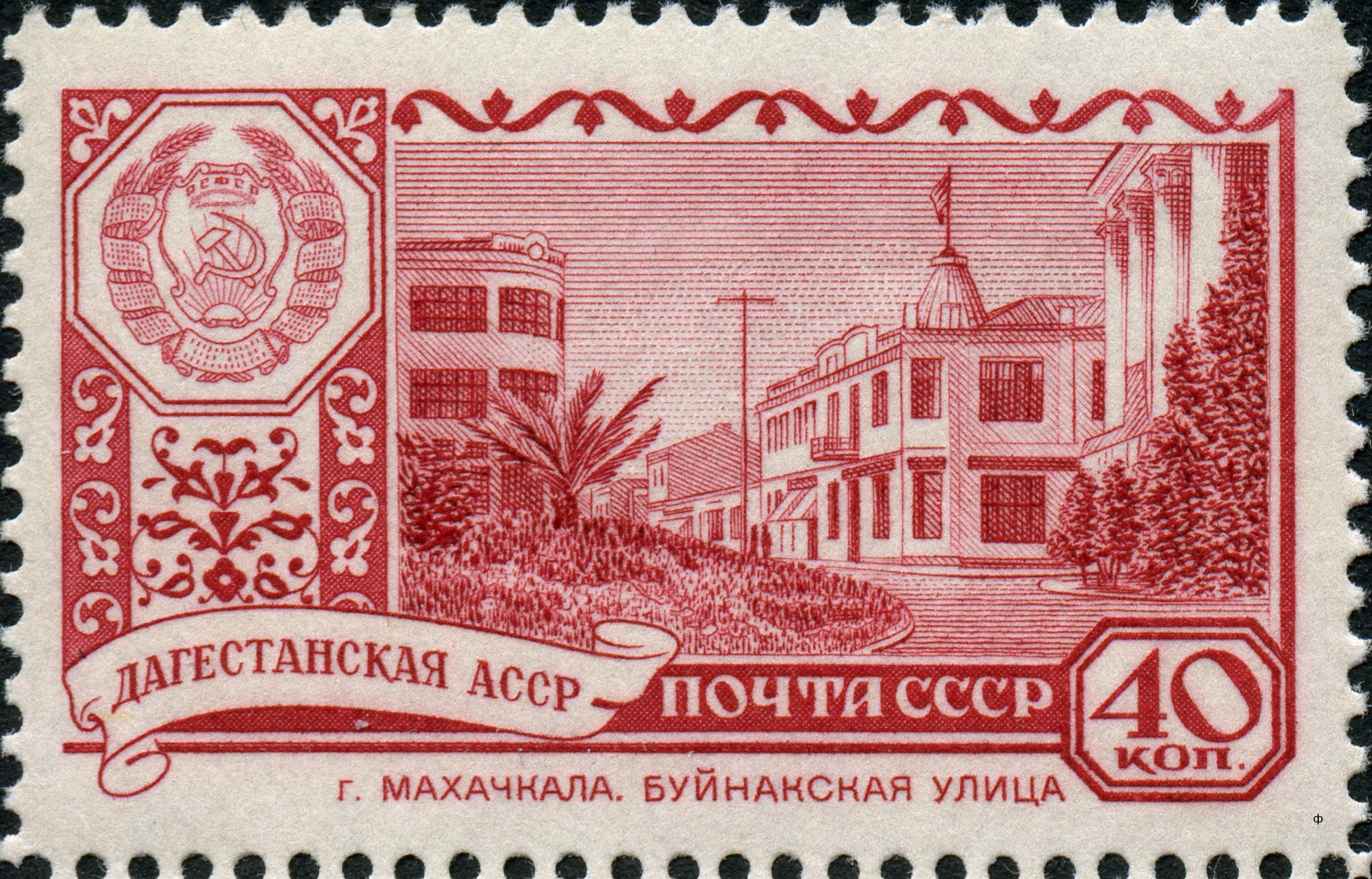
Почтовая марка СССР, 1960 год

Почтовая марка СССР, 1981 год

В декабре 1925 года XIV съезд ВКП(б) провозгласил курс на индустриализацию страны. В соответствии с его решениями Дагестанская партийная организация приняла в 1926 году постановление о реконструкции старых и строительстве новых промышленных предприятий.
В первых пятилетках основной упор делался на развитие тяжелой промышленности. В Дагестане она по существу только начинала создаваться. Здесь были большие сложности, так как уровень развития промышленности Дагестана по сравнению с общероссийским был низким.
Перспективы промышленного развития Дагестана были очень высокими. Дагестан располагал богатыми природными ресурсами, включавшие полезные ископаемые: нефть, газ, торф, свинец, уголь; рыбными богатствами, имел хорошую плодоовощную базу. Благоприятным фактором являлась и наличие свободной рабочей силы, но имелись и существенные недостатки. К их числу относились, прежде всего, неравномерное размещение производительных сил, так как основная масса промышленных предприятий располагалась на равнине, в частности, в городах Порт-Петровске, Дербенте, Буйнакске, а большая часть рабочей силы находилась в горном Дагестане.
Первая пятилетка в целом по выпуску валовой продукции промышленности и капитальным вложениям в Дагестане была выполнена досрочно: за четыре года и три месяца. В первые годы реконструкции народного хозяйства в республике были введены в эксплуатацию овощеконсервный завод в Хасавюрте (1928), фруктово-консервный завод в Буйнакске (1929). В Махачкале началось строительство крупного завода сернистого натрия.
В течение первых двух лет пятилетки были сданы в эксплуатацию также хлопкоочистительный завод в Хасавюрте, шерстопрядильная фабрика и камнепильный завод в Дербенте, пять новых рыбных промыслов, расширены и реконструированы фабрика III Интернационала, завод «Дагестанские огни».
Развивающаяся в Дагестане промышленность требовала создания энергетической базы. Первый пятилетний план наметил значительное расширение и укрепление энергетической базы республики главным образом за счет гидроэнергетики. Дагестанское правительство в соответствии с ним решало эту проблему. В 1928 году общая мощность электростанций ДАССР составила 1980 квт и выработка электроэнергии — 4, 65 млн квт ч. К концу 1932 года в Дагестане действовало 40 электростанций общей мощностью 4917 квт., они вырабатывали 11242 млн квт ч. электроэнергии.
Самыми крупными достижениями республики в годы второй пятилетки были строительство и ввод в эксплуатацию крупнейшего предприятия по производству морского оружия — завода «Двигательстрой» (1932 год) и Каспийской теплоэлектроцентрали (1936 год) мощностью до 200 тыс. квт, обеспечивавшая электроэнергией Махачкалу, завод и поселок «Двигательстрой», а также нефтяные промыслы Избербаша и Ачи-Су. Также были выявленные в годы второй пятилетки три крупных месторождения нефти — Избербаш, Ачи-Су, Каякент.
В конце 1935 года завершилось сооружение нефтепровода Махачкала — Грозный протяженностью 160 километров.
Три четверти промышленных рабочих Дагестана было сосредоточено на промышленных предприятиях, каждое из которых насчитывало более 400 рабочих. Механизация производства, общее повышение его технической оснащенности сопровождались увеличением численности и удельного веса квалифицированных рабочих, в промышленности их доля составила в 1960 году около 51,6 %. Народное хозяйство все более пополнялось инженерно-техническими силами, росла численность специалистов с высшим и средним образованием.

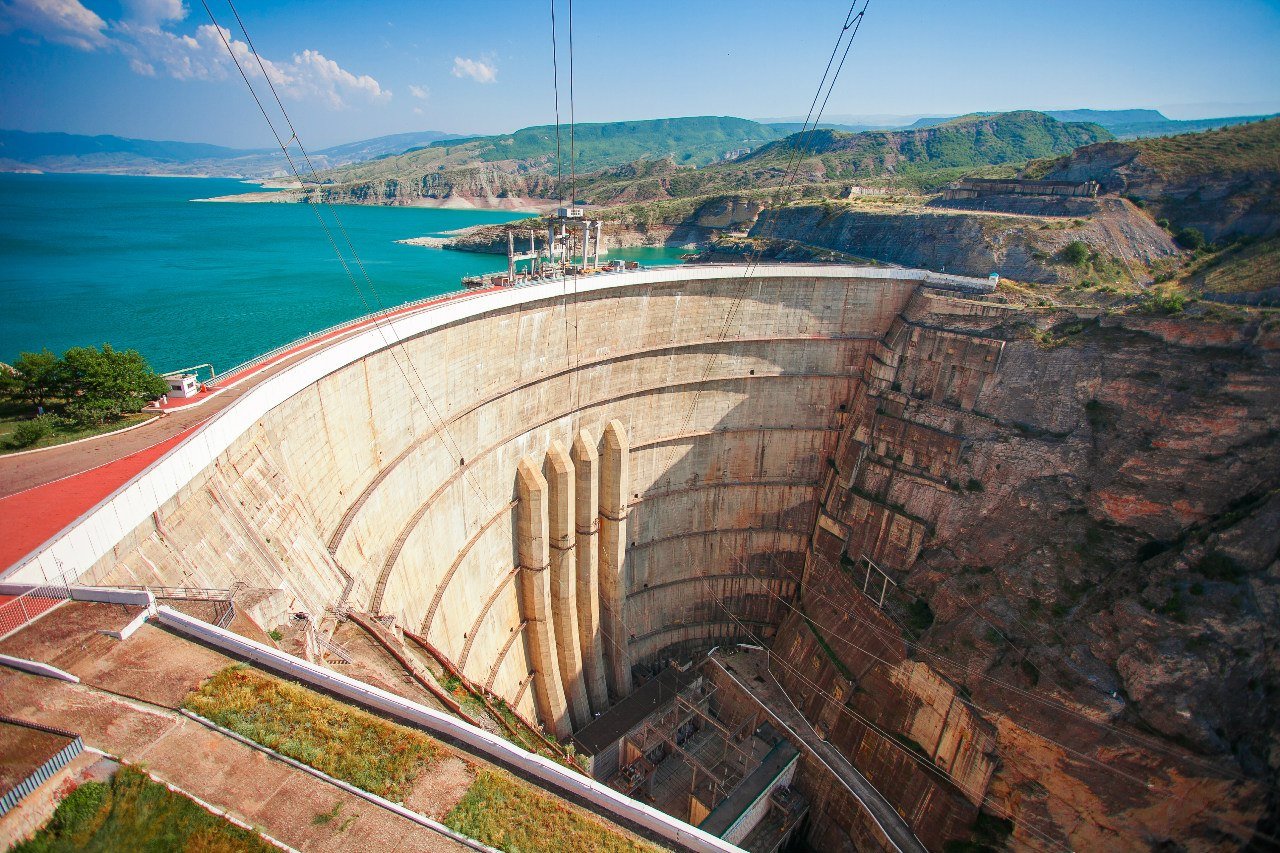
Чиркейская ГЭС

В Дагестанской АССР дальнейшее развитие должны были получить энергетика, машиностроение, нефтяная, газовая и химическая промышленность, текстильное производство. В народное хозяйство в 1961—1965 годах было вложено 606 млн рублей, что почти в два раза больше, чем 1956—1960 годах, а за 1966—1970 годы предусматривалось увеличить объём промышленного производства в 1,8 раза, производительность труда в индустрии — на 40 %. Этот рост намечалось достичь за счет реконструкции действующих производств, технического перевооружения на основе дальнейшей автоматизации и механизации производства. Для выполнения намеченного планом прироста промышленного производства, предполагалось построить 39 новых промышленных предприятий.
Большое внимание уделялось использованию развития гидроэнергетических ресурсов Дагестана. На 1970 год намечалось введение в действие первых агрегатов Чиркейской ГЭС.
Одним из главных направлений научно-технического прогресса являлась электрификации производства. Была проведена большая работа по увеличению мощностей электростанций, централизации выработки и, распределения электроэнергии. Была полностью введена в строй первая мощная электростанция Сулакского каскада Чирюртская ГЭС.
Темпы роста общего подъёма продукции промышленности Дагестана в 1970 году выросли на 70 % по сравнению с 1965 годом, тогда как в целом по Северо-Кавказскому региону на 40 %.
Промышленность Дагестана в 1970—1980-е годы — в последнее десятилетие существования Советского Союза — обеспечивала нужды военно-промышленного комплекса страны и производила различные детали приборов и механизмов, которые в рамках разделения труда отправлялись на фабрики и заводы других республик и областей СССР.
В городах Дагестана были производства, значимые для всего СССР: завод «Дагдизель» и завод точной механики в Каспийске, Фабрика имени III Интернационала, завод имени Магомеда Гаджиева, «Эльтав», «Авиаагрегат», Кизлярский электромеханический завод, ДагЗЭТО в Избербаше.

## СМИ
В 1921 году начали выходить республиканская газета на даргинском языке «Замана» и республиканская газета на русском языке «Комсомолец Дагестана» (ныне — «Молодежь Дагестана»).

## 100-летие образования Дагестанской АССР
2021 год в Дагестане объявлен Годом 100-летия со дня образования Дагестанской Автономной Советской Социалистической Республики.
В этой связи в течение всего 2021 года были запланированы торжественные, культурно-массовые, спортивные мероприятия, выставки, фестивали, форумы и т. д.
В юбилейный год особое внимание планируется уделить благоустройству исторически значимых объектов и памятников культуры.
Подготовка всего комплекса программы юбилейного года была возложена на Правительство Республики Дагестан, указом временно исполняющего обязанности Главы Республики Дагестан Сергея Меликова.
Основные мероприятия пройдут в первой столице Дагестана городе Буйнакске, где 13 ноября 1920 года, в рамках проведения 1-го Чрезвычайного съезда народов Дагестана, председателем народного комиссариата по делами национальностей РСФСР Иосифом Сталиным была принята резолюция о создании Автономной Дагестанской Социалистической Советской Республики.
20 января 2021 года президент России Владимир Путин поздравил жителей Дагестана со 100-летним юбилеем со дня образования республики.
С 1 по 3 марта 2021 года в Совете Федерации Федерального Собрания Российской Федерации прошли Дни Республики Дагестан, приуроченные к 100-летию ДАССР.

## Знаки отличия
- Орден Трудового Красного Знамени РСФСР вручён в 1923 году[43].
- Орден Ленина вручён в 1965 году.
- Орден Октябрьской Революции вручён 24 июня 1970 года.
- Орден Дружбы народов вручён в 1972 году.[44]